# بهجة (محافظة شرورة)
بهجة هو مركزٌ سعوديٌ تابعٌ لمحافظة شرورة التابعة لمنطقة نجران، في المملكة العربية السعودية. المركز من الفئة (ب)، ورمزه 2427 حسب دليل الترميز الموحد للمناطق الإدارية بالمملكة العربية السعودية.